# Vladislav Tret'jak
Vladislav Aleksandrovič Tret'jak (in russo Владислав Александрович Третьяк?; Mosca, 25 aprile 1952) è un allenatore di hockey su ghiaccio ed ex hockeista su ghiaccio sovietico, che nel 1992 assunse la cittadinanza russa. Inserito dall'IIHF nella IIHF Centennial All-Star Team come miglior portiere di hockey del XX secolo, è stato tre volte campione olimpico con l'Unione Sovietica.

## Carriera
Vladislav Tret'jak iniziò la propria carriera sportiva giovanissimo: appena quindicenne fu notato da Anatolij Tarasov, che, favorevolmente impressionato dalle sue doti tecniche, lo inserì nella formazione junior del CSKA Mosca. Nel 1969 debuttò con la prima squadra dell'Armata Rossa.
Dopo il debutto con la maglia CCCP, avvenuto nel 1970, Tret'jak diede inizio alla sua carriera internazionale, che sarebbe terminata nel 1984, dopo i XIV Giochi olimpici invernali di Sarajevo. Al momento del ritiro, il portiere aveva collezionato 13 titoli nazionali con la maglia dell'Armata Rossa, 10 titoli mondiali, 3 ori olimpici e 1 Canada Cup con quella della nazionale.
Il suo debutto di fronte al pubblico canadese era già avvenuto nel 1972, quando appena ventenne "ipnotizzò" i più celebri fuoriclasse della NHL nelle Summit Series.
Negli anni ottanta, la dirigenza dei Montreal Canadiens cercò di ingaggiare Vladislav Tret'jak, ma il regime comunista bloccò ogni trattativa: sebbene il portiere avesse dimostrato il proprio interesse per la Stanley Cup, fu costretto al ritiro senza aver potuto giocare nel massimo campionato nordamericano; inoltre, Tret'jak fu anche obbligato a smentire ogni dichiarazione riguardo ad un suo eventuale passaggio nella NHL.
Tret'jak giocò la sua 287ª e ultima partita in carriera con la maglia CCCP nella Izvestija Cup (torneo per squadre nazionali) nel dicembre del 1984: finita la competizione, la nazionale sovietica e una squadra di All-Stars europei disputarono un'esibizione che permise al pubblico presente di concedere l'ultimo applauso a Tret'jak.
Nel 1989 Vladislav Tret'jak diventò il primo giocatore russo ad entrare nella Hockey Hall of Fame di Toronto (da non confondersi con la International Hockey Hall of Fame): questo riconoscimento appare ancora più degno di nota se si considera che il famoso museo canadese è, sostanzialmente, dedicato ai fuoriclasse della NHL e Tret'jak non giocò mai nel campionato professionistico nordamericano.
Nel 1990 Tret'jak fu ingaggiato dalla dirigenza dei Chicago Blackhawks come allenatore dei portieri; nel 1998 e nel 2002, Tret'jak partecipò ai XVIII Giochi olimpici invernali di Nagano e ai XIX Giochi olimpici invernali di Salt Lake City come membro del coaching staff della nazionale russa, che vinse rispettivamente un argento e un bronzo.

### Riconoscimenti
Oltre alle numerose medaglie, Tret'jak fu spesso decorato con importanti riconoscimenti individuali: per 14 volte consecutive fu eletto All-Star del campionato nazionale, per 5 miglior giocatore sovietico, per 3 ricevette il Golden Hockey Stick come miglior giocatore europeo, oltre ai premi personali ricevuti in tutte le competizioni internazionali; nel 1978 il Governo Sovietico lo decorò con l'Ordine di Lenin.
Tret'jak è stato inserito sia nella Hockey Hall of Fame (nel 1989) che nella Hall of Fame della IIHF (nel 1997); inoltre è il portiere dell'IIHF Centennial All-Star-Team.
Ha inoltre avuto l'onore di essere l'ultimo tedoforo, insieme all'ex pattinatrice artistica su ghiaccio Irina Rodnina, nel corso della cerimonia di apertura dei XXII Giochi olimpici invernali di Soči 2014.